# Harry Revel
Harry Revel (* 21. Dezember 1905 in London; † 3. November 1958 in New York City) war ein britisch-US-amerikanischer Komponist und Pianist.

## Leben
Harry Revel war der Sohn von Rosa Revel und hatte einen Bruder namens Sam und eine Schwester namens Reni. Er erhielt als Neunjähriger ersten Klavierunterricht und wurde später an der Guild Hall of Music in London sowie in Österreich und Deutschland ausgebildet, ehe er sich  einer Pariser Band anschloss, mit der er durch Europa tourte. Sein erstes Lied, Oriental Eyes, veröffentlichte er im Alter von 15 Jahren. Er schrieb Musicals, die in Paris, Wien, Kopenhagen und London auf die Bühne kamen. Nach einem Engagement bei der New York Jazz Band spielte er in verschiedenen anderen Gruppen in Europa. 1927 komponierte er die Operette Was Frauen träumen.
1929 wanderte er in die Vereinigten Staaten aus, wo er für die Ziegfeld Follies schrieb. Später arbeitete er in Hollywood für Paramount Pictures und 20th Century Fox. Werke, an denen er beteiligt war, waren Sitting Pretty, Broadway Through a Keyhole, We’re Not Dressing, She Loves Me Not, Shoot the Words, College Rhythm, Love in Bloom, Paris in the Spring, Stolen Harmony, Two for Tonight, Collegiate, Stowaway, Poor Little Rich Girl, Ali Baba Goes to Town, Wake Up and Live, You Can’t Have Everything, Head Over Heels, Love and Kisses, Four Jacks and a Jill und Love Finds Andy Hardy. Texter, mit denen er zusammenarbeitete, waren Mack Gordon (Did You Ever See a Dream Walking?), Mort Greene, Paul Francis Webster und Arnold Horwitt.
Mit dem Sänger Gordon war er zunächst als dessen Pianist getourt, ehe sie auch als Komponist und Texter kooperierten. Ihr erster Hit war Underneath the Harlem Moon. Erst 1939, nachdem sie zahlreiche Songs, unter anderem für Shirley Temple, Bing Crosby, Fred Astaire und Ginger Rogers geschaffen hatten, trennten sich ihre Wege.
Während des Zweiten Weltkriegs war Revel zwar weiterhin auch produktiv tätig, organisierte jedoch vor allem Shows. In den Kriegsjahren kooperierte er mit den Textern Paul Francis Webster und Arnold B. Horwitt. In den späten 1940er Jahren experimentierte er mit elektronischer Musik, insbesondere mit dem Theremin. Das Album Music Out of the Moon kam 1947 heraus, arrangiert von Les Baxter. Dieses Album gilt als früher Vertreter des Space Age Pops. Es folgten Perfume Set to Music, Music for Peace of Mind und Music From Out of Space. In den Jahren dieser experimentellen Musik schrieb Revel nicht mehr viele Songs. Eines seiner letzten Lieder, die bekannter wurden, war Jet, das 1951 von Nat King Cole gesungen wurde.
1943 war er gemeinsam mit Mort Greene für den Song When There’s a Breeze on Lake Louise aus dem Film The Mayor of 44th Street für den Oscar in der Kategorie Bester Song nominiert. 1945 folgte für Remember Me to Carolina aus dem Film Minstrel Man seine zweite Oscar-Nominierung.
Harry Revel starb an einer Gehirnblutung.